# Julius Beer (Mediziner)

Julius Beer

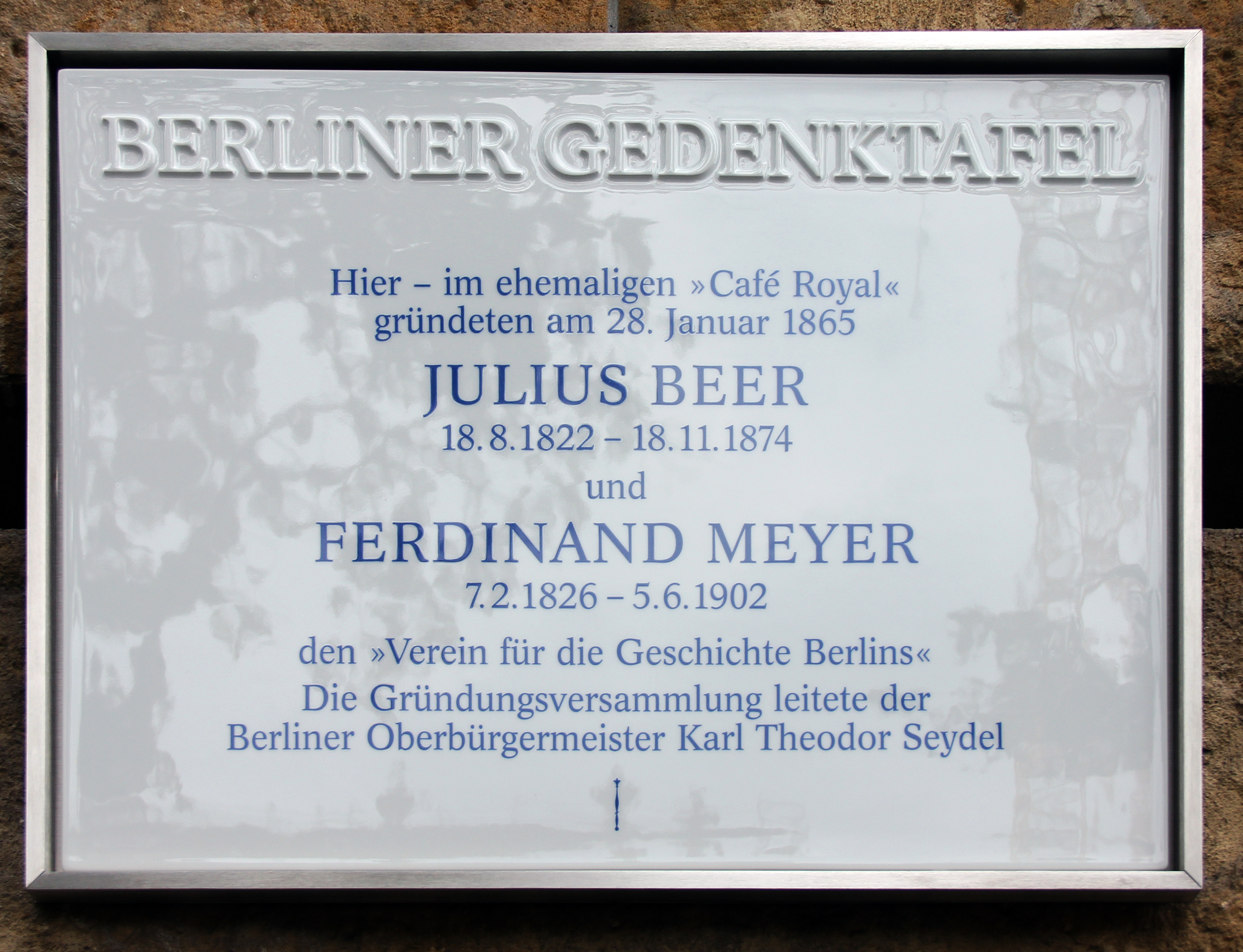
Berliner Gedenktafel am Haus, Unter den Linden 13, in Berlin-Mitte

Julius Beer, geborener Judas Meyer Beer (* 18. August 1822 in Berlin; † 18. November 1874 ebenda) war ein deutscher Arzt und Heimatforscher.

## Leben
Julius Beer stammte aus einer traditionsreichen jüdischen Familie Berlins und war ein Cousin 2. Grades des Komponisten Giacomo Meyerbeer. Er besuchte das Gymnasium zum Grauen Kloster und studierte Medizin an der Berliner Universität, an der er 1846 promoviert wurde. Anschließend praktizierte er als Arzt in der Spandauer Vorstadt.
Dort setzte er sich kritisch mit dem damaligen Niveau der medizinischen Versorgung der Berliner Bevölkerung auseinander, insbesondere machte er mehrfach Vorschläge zur Verbesserung des Rettungswesens durch die Einrichtung von Sanitätswachen nach Wiener Vorbild. 1856 erregte er Aufsehen mit seinen Vorschlägen zur Legalisierung der großstädtischen Prostitution als Mittel zur Verbesserung der Sexualhygiene.
Als Beitrag zur ärztlichen Praxis stellte er 1863 erstmals den "Blutegelschnitt für eine beliebig lange Blutentziehung" vor.
In der beginnenden Gründerzeit beklagte Beer das mangelnde Geschichtsbewusstsein der Stadt und betrachtete mit Sorge die zunehmenden Verluste an historischen Bauten sowie die Verdichtung des Stadtraumes. Zusammen mit anderen ergriff er 1865 die Initiative zur Gründung eines Berliner Geschichtsvereins nach dem Vorbild des bereits seit 1837 bestehenden Vereins für die Geschichte der Mark Brandenburg. In einem Aufruf, der auch vom Stadtarchivar Ernst Fidicin unterstützt wurde, hieß es:
„In der jetzigen, zumeist dem Materialismus zugewendeten Zeit sehen wir die alten Denkmäler unserer Vaterstadt mehr und mehr schwinden. In den Strom der Zeit [...] ist bereits ein großer Theil altberlinischer Geschichte versunken. Aber dennoch sind der Schätze viele zu heben, die im verborgenen ruhen. Ermuntert durch die manigfaltigen Erfolge [...] beabsichtigt das unterzeichnete Comitee einen Verein für die Geschichte der Stadt Berlin ins Leben zu rufen“.
Der Verein für die Geschichte Berlins wurde am 28. Januar 1865 gegründet und Julius Beer zum Generalsekretär gewählt. Der Verein, der auch derzeit noch aktiv ist, hatte nach kurzer Zeit mehrere Hundert Mitglieder, darunter Adolph Menzel und Theodor Fontane.

Julius Beers Grabstätte

In Vorträgen und Publikationen des Vereins sowie in populären Pressebeiträgen widmete sich Beer besonders der Geschichte der Juden in Berlin und der Mark. So beschrieb er nach alten Dokumenten ausführlich die Geschichte und Belegung des 1827 geschlossenen Alten jüdischen Friedhofs an der Großen Hamburger Straße.
Auch seine Hinweise auf einen frühen jüdischen Friedhof und ein "Judenlazareth" an der Judengasse fanden großes Interesse. Selbst in aktuellen Publikationen wird noch häufig auf beide Einrichtungen verwiesen, obwohl sie zwischenzeitlich durch weitere Quellen nicht belegt werden konnten. Auch wenn einigen seiner Feststellungen nach den heutigen Erkenntnissen nicht mehr gefolgt werden kann, so hat Beer mit seinem Wirken doch einen wesentlichen Beitrag für die Beschäftigung mit der frühen Berliner Geschichte geleistet.
Julius Beer wurde auf dem Jüdischen Friedhof an der Schönhauser Allee bestattet. Auf seinem Grabstein steht:
Er war ein Helfer der Kranken und Bedrängten, ein Freund der Armen, ein unermüdlicher Forscher auf dem Gebiet der Wissenschaft.

## Eigene Schriften (Auswahl)
- Choreae casus singulari complicatione insignis in Wolffiana caritatis clinice ab auctore observatus (Dissertation); Schade, Berlin 1846.
- Die Mängel der Preussischen Medizinalgesetzgebung mit besonderer Bezugnahme auf die Stadt Berlin; Nöhring, Berlin 1855.
- Die Schliessung der öffentlichen Häuser in ihren sittlichen Folgen für die Stadt Berlin (Vortrag in der Gesellschaft für Heilkunde); F. Nelte, Berlin 1856.
- Memoiren einer Berliner Wickelfrau; Levit, Berlin 1872.